# The Road to Yesterday
The Road to Yesterday (no Brasil: Amor Eterno; em Portugal: Duas Vidas ou Visão do Passado) é um filme mudo norte-americano de 1925, do gênero drama, dirigido por Cecil B. DeMille. Impressões do filme supostamente estão conservadas na George Eastman House e em coleções particulares.

## Elenco
- Joseph Schildkraut - Kenneth Paulton
- Jetta Goudal - Malena Paulton
- William Boyd - Jack Moreland
- Vera Reynolds - Beth Tyrell
- Trixie Friganza - Harriet Tyrell
- Casson Ferguson - Adrian Thompkyns
- Julia Faye - Dolly Foules
- Clarence Burton - Hugh Armstrong
- Charles West - Watt Earnshaw
- Josephine Norman - Anne Vener
- Dick Sutherland - Torturer (não creditado)
- Chester Morris - Guest (não creditado)
- Sally Rand - (não creditado)
- Walter Long